# Leyland Comet
Leyland Comet — довгостроковий бренд, який використовувався Leyland для серії вантажівок (іноді автобусів), призначених головним чином для експортних ринків.

## Перше покоління

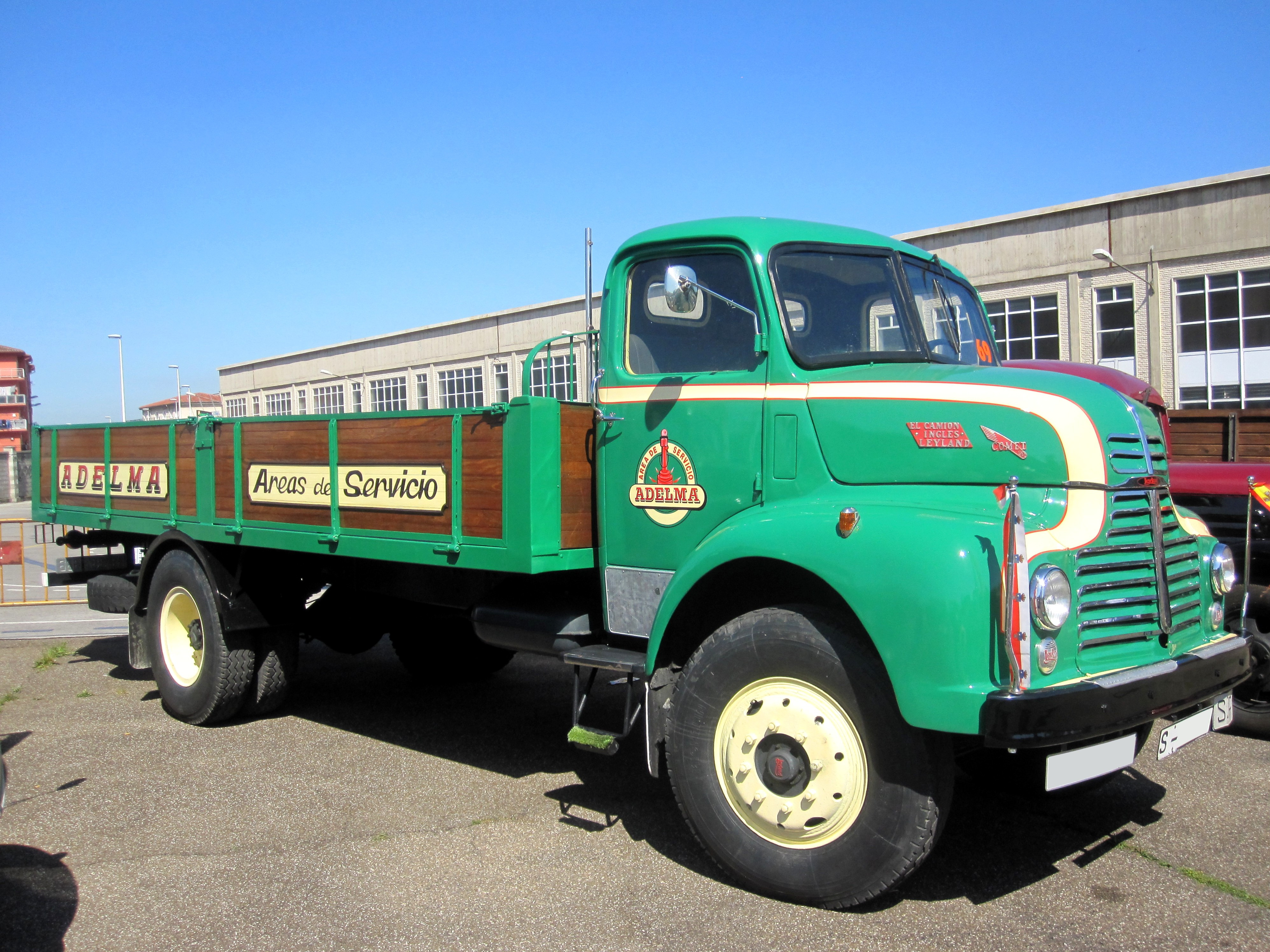
Leyland Comet 90

Оригінальний Comet з напівкапотом був вперше показаний в грудні 1947 року. Призначаючись переважно для експорту, він також продавався на внутрішньому ринку. Колісна база становить 17,5 футів (5,3 м), а повна вага 8,75 довгих тонн (8890 кг). У 1948 році з'явилася модель туристичного автобуса на 33 сидіння з таким же дизайном передньої частини. Кабіна була побудована компанією Briggs Motor Bodies і використовувалася спільно з Fordson Thames ET6 і Dodge 100 «Kew». Ford придбав Briggs у 1953 році, що означає, що Leyland (і Dodge) були змушені розробляти нові кабіни. Оригінальними двигунами були дизель потужністю 75 к.с. (56 кВт) або бензиновий агрегат потужністю 100 к.с. (75 кВт); бензинова версія рідко зустрічалася в Британії.
У 1950 році дизельний двигун був оновлений до нового агрегату Leyland O.350 об'ємом 5,76 л, тепер потужністю 90 к.с. (67 кВт). Максимальна маса була збільшена до 12 довгих тонн (12 200 кг); моделі для тропічних зон отримали значно нижчу оцінку. У 1955 році максимальна вихідна потужність була знову збільшена до 100 к.с. (75 кВт) при 2200 об/хв, як новий O.350 Mk. Двигун III замінив попередню версію.

## Друге покоління

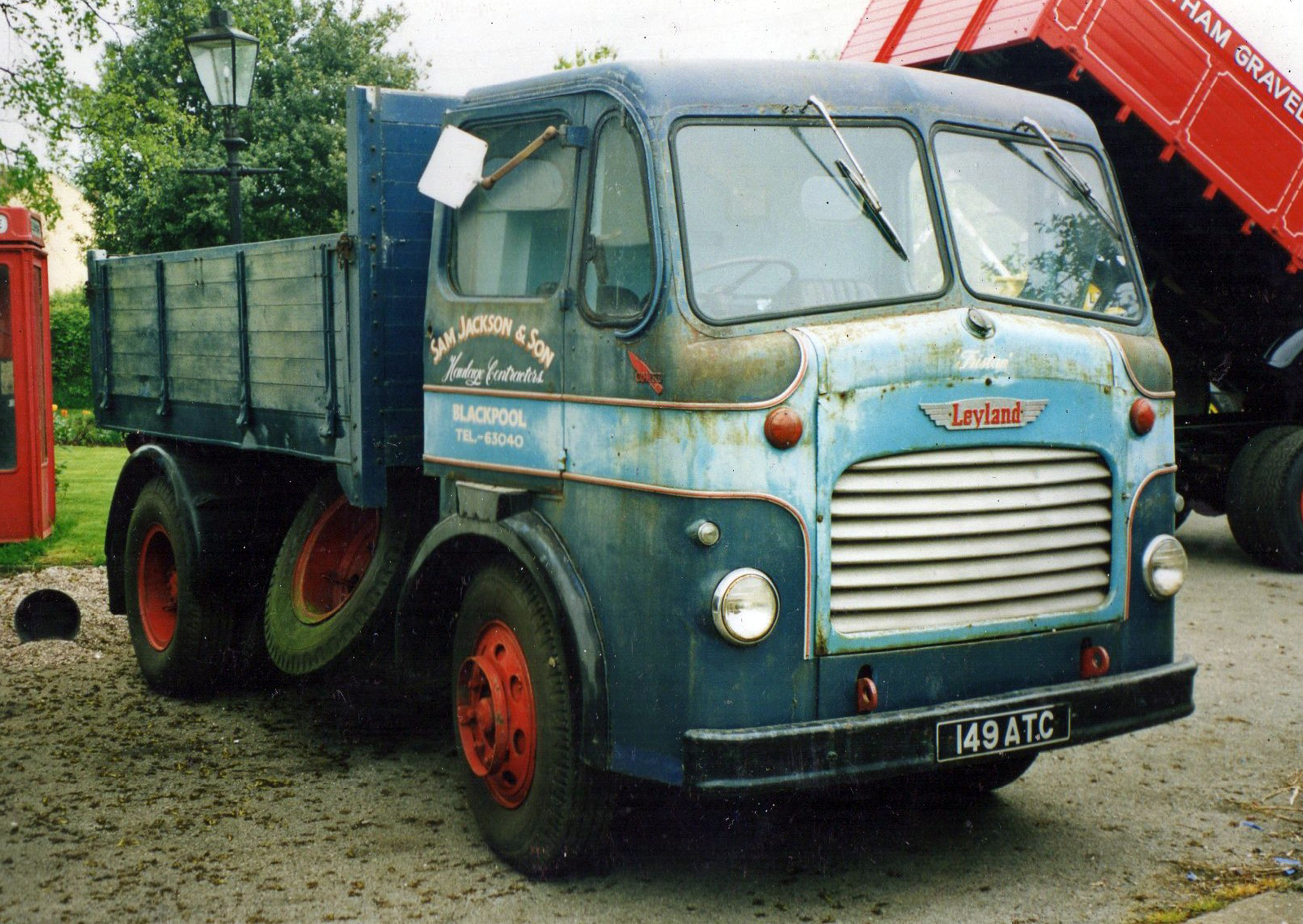
Leyland Comet 1956 року.

У 1952 році стала доступна версія Comet з таксі. Він продавався поруч із моделлю з капотом до 1955/56 року, залежно від ринку. Потужність двигуна Leyland O.350 у версії з капотом збільшилася з 90 до 100 к.с. (67—75 кВт) у 1955 році. Ця модель продовжувалася у виробництві до 1958 року, хоча австралійські моделі продовжували використовувати цю кабіну до початку 1960-х років. Цю модель також почали виробляти в Індії після того, як вона була схвалена урядом у 1951 році. Ashok Motors, Ashok Leyland після 1954 року, виробляла його на місці. Оригінальний дизайн переднього затискача залишався у використанні до початку 1970-х років. Ashok Leyland продовжив розробку спрощеної місцевої конструкції кабіни та продовжив будувати Comet до 1990-х років.

## Четверте покоління

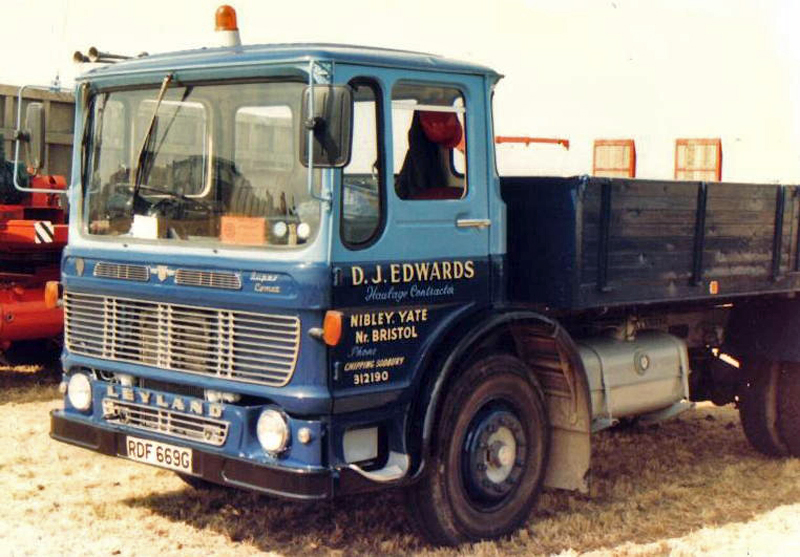
Leyland Super Comet 1969 року

Четверте покоління Comet, представлене в 1964 році, використовувало кабіну Ergomatic, яку також використовували ряд інших моделей Leyland та інших британських виробників вантажівок у Leyland Motor Corporation. Ergomatic був побудований компанією GKN-Sankey, а LAD був розробкою Motor Panels.

## П'яте покоління
Після півтора десятиліття, у 1986 році було знову введено марку Comet. Як і раніше, модель була призначена спеціально для експортних ринків, насамперед у країнах, що розвиваються, зі спрощеним обладнанням, меншою кількістю передач і міцною конструкцією. Конструкція являла собою суцільнометалеву версію C44 Roadrunner, знову спрощену, щоб полегшити локальну збірку.

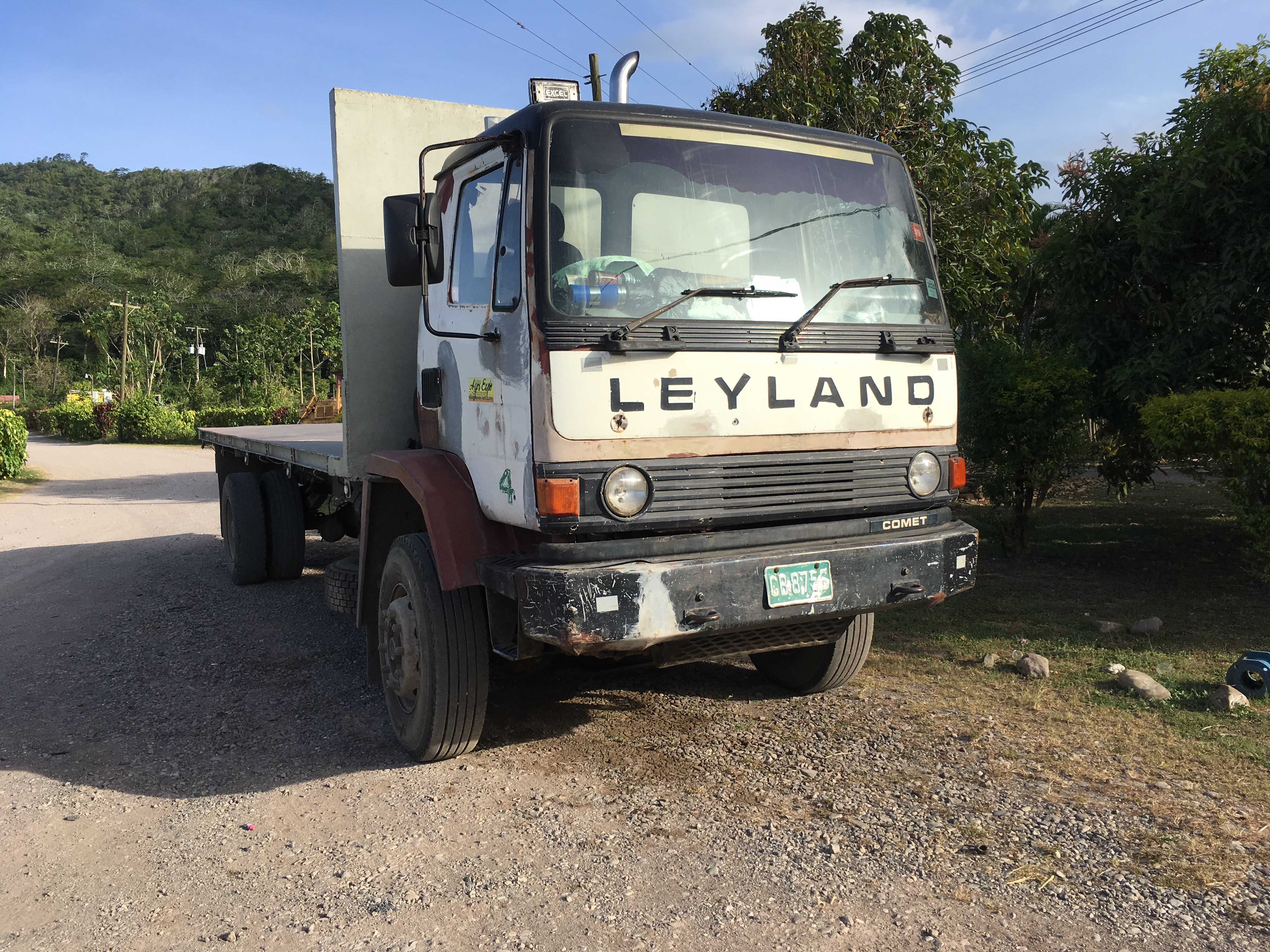
Leyland Comet 1986 року на Ямайці

Comet стала частиною нової раціоналізованої лінійки, замінивши моделі Terrier, Boxer, Reiver, Landmaster і Clydesdale, хоча існував певний опір вилученню цих класичних назв моделей на ринках, де вони мали гарну репутацію. Попередні «спеціальні експортні моделі Leyland», Landmaster і більший Leyland Landtrain, мали капотний дизайн, але Leyland вирішив, що капотний дизайн стає менш популярним на ринках, що розвиваються.
Моделі вагою від 9 до 13 тонн (від 9100 до 13 200 кг) отримали двигун 6-98 NV потужністю 115 к.с. (86 кВт). 14-тонна (14 200 кг) вантажівка мала Leyland 402 потужністю 140 к.с. (100 кВт), тоді як важча 16-тонна (16 300 кг) модель і Super Comets мали Leyland 411 потужністю 160 к.с. (120 кВт). Маючи лише п'ять швидкостей, максимальна швидкість 12-тонної Comet 1986 року становила лише 54 милі на годину (87 км/год), але цього було більш ніж достатньо для умов на цільових ринках, таких як англомовні країни в Африці на південь від Сахари та деякі країни Близького Сходу. Карибський басейн, Латинська Америка, Тайвань і Сінгапур також отримали кілька комет.